# 미토 린
미토 린(일본어: 美藤 倫, 2002년 2월 12일~)는 일본의 축구 선수이다.

## 구단 경력
그는 2024년 J1리그의 감바 오사카에 입단했다. 2024년 천황배 준우승.